# سیارک ۸۹۱۱
سیارک ۸۹۱۱ (به انگلیسی: 8911 Kawaguchijun، نامگذاری:1995YA) هشت هزار و نهصد و یازدهمین سیارک کشف شده‌است که در ۱۷ دسامبر ۱۹۹۵ کشف شد.